# Dottor Pretorius
(Il dottor Pretorius brindando con Henry Frankenstein)
Dottor Septimus Pretorius è un personaggio immaginario e antagonista del film La moglie di Frankenstein, diretto da James Whale, e interpretato da Ernest Thesiger.
È un personaggio complesso, intelligente, comico ed eccentrico, ma presenta anche aspetti grotteschi e omosessuali secondo alcuni critici. Docente di università di Henry Frankenstein, Pretorius incontra nuovamente l'allievo nella speranza di convincerlo a realizzare una nuova creatura, stavolta di sesso femminile, così da creare una nuova razza di uomini artificiali. Così come Henry, dunque, anche lo stesso Pretorius costituisce il prototipo dello scienziato pazzo o dello scienziato che "gioca" con forze della natura più grandi di lui.

## Personaggio

### Creazione e concepizione
Dopo l'enorme successo di Frankenstein di James Whale, i produttori della pellicola pianificarono un seguito. Whale, inizialmente, non volle dirigere il seguito e cercò di svincolare, evitando l'argomento e impegnandosi in altri progetti. Solo diverso tempo dopo, Whale decise di accettare l'incarico e si occupò personalmente della sceneggiatura. Whale creò, così, il dottor Pretorius, personaggio inesistente nel romanzo Frankenstein di Mary Shelley. Durante la ricerca dell'attore che avrebbe vestito i panni di Pretorius, Whale era indeciso tra Bela Lugosi e Claude Rains, ma alla fine assunse l'attore teatrale Ernest Thesiger, con cui aveva già collaborato in precedenza. Thesiger ispirò Whale per la caratterizzazione del personaggio di Pretorius. Il nome originale del personaggio (che non viene mai pronunciato nel doppiaggio italiano) è Septimus, cioè sette, ed è un chiaro riferimento ai sette peccati capitali. Ciò, dunque, rafforza l'immagine malefica del personaggio.

### Personalità e aspetti omosessuali
Il dottor Pretorius è, senza dubbio, uno dei personaggi più complessi all'interno della pellicola. È un uomo alto ed emaciato con un naso insolitamente grande e delle orecchie a punta. Presenta aspetti eccentrici e comici per come si astrae dalla vita e commenta la sua esistenza secondo un'ottica ironica, non prendendola mai sul serio. Pretorius è dotato di un senso dell'umorismo spiccato, sebbene cinico e quasi nero. Ha una passione per i sigari e per il gin. Pretorius si definisce molto somigliante al diavolo. Con quest'ultimo, specialmente con il Mefistofele del Dottor Faust, presenta caratteristiche simili: come Mefistofele allontana Faust dalla retta via e lo attira nella sua visione distorta, così Pretorius fa lo stesso con Henry Frankenstein nella pellicola.
Diversi anni dopo l'uscita de La moglie di Frankenstein, molto critici hanno notato nella pellicola di Whale moltissimi elementi omosessuali, rappresentati nella pellicola proprio dal personaggio di Pretorius interpretato da Thesiger. Questa ipotesi è sostenuta dal fatto che Whale era apertamente omosessuale. Inoltre anche lo stesso Thesiger, così come Colin Clive, interprete di Henry Frankenstein, era gay o bisessuale. Vito Russo, saggista, attivista gay e storico del cinema statunitense, supporta queste considerazioni, ritenendo effettivamente Pretorius un omosessuale.

## Biografia
Il dottor Pretorius è un ex docente di filosofia dell'università in cui studiava un giovane Henry Frankenstein. Cacciato dall'università perché, come dice egli stesso, "sapeva troppo", si dedica a vari esperimenti con l'intento di ricreare la vita. Dopo lunghi anni di duro lavoro, Pretorius riesce a creare delle miniature viventi, crescendole come culture.
Quando Henry Frankenstein realizza una creatura fatta da pezzi di cadaveri, Pretorius si reca nel castello dell'allievo e gli propone di dar vita a una nuova razza di uomini artificiali donando alla creatura una sposa. Per realizzare questo sogno, Pretorius comincia a recuperare resti di cadaveri umani da cimiteri e cripte. È proprio in questa occasione che il folle scienziato incontra la creatura realizzata da Frankenstein e la convince a collaborare con lui. Sfruttando la creatura, Pretorius rapisce Elizabeth, moglie di Frankenstein, per convincere Henry ad aiutarlo nel suo esperimento.
I due scienziati, dunque, riescono a fare una creatura donna. Purtroppo, anche quest'ultima trova la prima creatura ripugnante, e il mostro, per la disperazione, decide di porre fine alla sua esistenza, facendo saltare in aria il laboratorio. Egli esorta Henry ed Elizabeth ad allontanarsi, ma abbaia a Preotorius di rimanere, conscio della malvagità di quest'ultimo. Preotorius, dunque, muore insieme alle due creature nell'esplosione.

## Altre apparizioni
- Nella miniserie televisiva del 1973, Frankenstein: The True Story, James Mason interpreta un personaggio molto simile a Pretorius: il Dr. Polidori. Questo nome è un chiaro riferimento al cognome di John Polidori, segretario e medico personale del poeta George Byron, amico di Mary Shelley, la scrittrice di Frankenstein.
- Nel film Demoni e dei che racconta gli ultimi giorni del regista James Whale, l'attore che interpreta Pretorius, Ernest Thesiger, è impersonato da Arthur Dignam. Inoltre, il titolo di quest'ultimo film, è un chiaro riferimento alla famosa citazione del dottor Pretorius («A un nuovo mondo di dèi e mostri»).[9]
- Nel film televisivo Frankenstein del 2007, Lindsay Duncan interpreta la professoressa Jane Pretorius, personaggio ispirato all'omonimo scienziato.
- Il Dott. Pretorius della serie animata The Mask è ispirato all'omonimo scienziato creato da Whale.